# 니콜라이 체보티코
니콜라이 세르게예비치 체보티코(러시아어: Никола́й Серге́евич Чеботько, 1982년 10월 25일 ~ 2021년 1월 24일)는 카자흐스탄의 크로스컨트리 스키 선수이다. 올림픽에 4회 출전했고, 세계 선수권 대회에 7회 참가하여 동메달을 획득했다. 이 외에 크로스컨트리 월드컵과 아시안 게임, 유니버시아드에서도 개인전, 단체전 메달을 획득했다.

## 경력
체보티코는 2002년 솔트레이크시티 동계 올림픽부터 2014년 소치 동계 올림픽까지 4차례에 걸친 동계 올림픽에 출전했고, 2010년 밴쿠버 동계 올림픽 단체 스프리트 경기에서는 자신의 최고 기록인 5위를 차지했다. 이탈리아 발디피엠메에서 개최된 2013년 FIS 노르딕 세계 스키 선수권 대회 단체 스프린트 경기에서 동메달을 획득했고, 2012년 12월 7일에 캐나다 퀘벡에서 개최된 2012-13 크로스컨트리 스키 월드컵에서는 프리스타일 단체 스프린트 금메달을, 2013년 12월 22일에 이탈리아 아시아고에서 개최된 2013-14 크로스컨트리 스키 월드컵에서는 클래식 단체 스프린트 금메달을 획득했다.
역대 메달 수상 내력을 보면 금메달 6회, 은메달 6회, 동메달 4회로서 총 16회에 걸친 메달 수상을 받은 것으로 나와 있다. 이 가운데 동계 아시안 게임에서는 금메달 3개, 은메달 3개, 동메달 1개를 획득했으며, 동계 유니버시아드에서는 금메달 2개, 은메달 1개를 획득했다. 그 외에 이탈리아 아시아고에서 개최된 2007-08 투르 드 스키 시즌에서는 프리스타일 스프린트 은메달을, 체코 노보메스토에서 개최된 2008-09 투르 드 스키 시즌에서는 15km 동메달을, 이탈리아 발디피엠메에서 개최된 2008-09 투르 드 스키 시즌에서는 20km 동메달을 획득했다. 2021년 1월 24일에 카자흐스탄 아크몰라주 슈친스크-부라바이 고속도로에서 교통 사고로 인해 사망하였다.

## 개인사
아내 옐레나 사이에서 딸 예카테리나와 아들 드미트리를 두었다. 드미트리는 유소년 크로스컨트리 스키 선수로 활동 중이다.